# Jay McCarthy
Jay McCarthy (Maryborough, 8 de septiembre de 1992) es un ciclista australiano que fue profesional entre 2011 y 2020.
Debutó como profesional en 2011 con el equipo australiano del Team Jayco-AIS. Ese mismo año destacó en la carrera profesional limitada a corredores sub-23 del Tour de Thüringe donde ganó una etapa y fue cuarto en la general con solo 19 años. En su segundo año como profesional se confirmó internacionalmente al obtener seis victorias, una de ellas incluso en una carrera sin limitación de edad como el Tour de Bretaña. Debido a ello fue fichado por el equipo Tinkoff de cara a la temporada 2013. Debido a la desaparición del equipo Tinkoff pasó a correr desde 2017 en el equipo Bora-Hansgrohe.
Dejó de competir en 2020 y en 2024 fue director deportivo del Trinity Racing.

## Palmarés
2011
- 1 etapa del Tour de Thüringe

2012
- New Zealand Cycle Classic, más 1 etapa
- Trofeo Banca Popular de Vicenza
- 1 etapa del Toscana-Terra di ciclismo-Coppa delle Nazioni
- 1 etapa del Tour de Bretaña
- 1 etapa del Tour del Porvenir
- 3.º en el UCI Oceania Tour

2016
- 1 etapa del Tour Down Under

2018
- 2.º en el Campeonato de Australia en Ruta
- Cadel Evans Great Ocean Road Race
- 1 etapa de la Vuelta al País Vasco

## Resultados en Grandes Vueltas y Campeonatos del Mundo
Durante su carrera deportiva consiguió los siguientes puestos en las Grandes Vueltas y en los Campeonatos del Mundo:
| Carrera         | Carrera         | 2011 | 2012 | 2013 | 2014 | 2015 | 2016 | 2017 | 2018 | 2019 | 2020 |
| --------------- | --------------- | ---- | ---- | ---- | ---- | ---- | ---- | ---- | ---- | ---- | ---- |
|                 | Giro de Italia  | —    | —    | —    | 91.º | —    | 88.º | —    | —    | 62.º | —    |
|                 | Tour de Francia | —    | —    | —    | —    | —    | —    | 94.º | —    | —    | —    |
|                 | Vuelta a España | —    | —    | —    | —    | 66.º | —    | —    | 91.º | —    | Ab.  |
| Mundial en Ruta | Mundial en Ruta | —    | —    | —    | —    | Ab.  | —    | Ab.  | —    | —    | —    |

—: no participa

Ab.: abandono

## Equipos
- Team Jayco-AIS (2011-2012)
- Saxo/Tinkoff (2013-2016)
  - Team Saxo-Tinkoff (2013)
  - Tinkoff-Saxo (2014-2015)
  - Tinkoff (2016)
- Bora-Hansgrohe (2017-2020)